# Hubert Cailleau
Pour les articles homonymes, voir Cailleau.
Hubert Cailleau est enlumineur de Valenciennes, né vers 1526, mort vers 1579.

## Biographie
Il existait une école d'enluminure à Valenciennes à l'époque où vivait Simon Marmion, qualifié de Prince d'enluminure. Au XVIe siècle, on trouve les noms d'Alard Tordreau, ou Cordreau, en 1506 et 1509, et Jacques de Roovere, cité en 1526 et 1527.
Hubert Cailleau nous apprend par des notes tracées de sa main qu'en 1544, vers l'âge de 18 ans, qu'il enluminait des livres. Il en est de même en 1546 et en 1547.
Les abbés de Marchiennes, Jacques de Groote ou Legrand (1543 à 1548) et Arnould de le Cambe dit Ganthois (1548 à 1582), ont fait enluminer par Hubert Cailleau de grands livres de chant qui devaient servir aux religieux pour les offices du chœur. Huit de ces livres étaient conservés dans la bibliothèque des manuscrits de la ville de Douai :
- un graduel sur vélin, portant le no 108, commandé par Jacques de Groote. Page 91, il porte la mention « Ce livre fut illuminez en la ville de Valenchiennes par moy, Hubert Cailleau, au pénultienne an de mon adolescence, 1544 »[2],[3] ;
- un graduel semblable au précédent portant le no 109, avec la mention sur le feuillet 57 : « Ce libvre que fit faire don Jacques le Grandt, abbé de chéens, fut illuminé à Valenchiennes, par moi, Hubert Cailleau, au dernier an de mon adolescence, Anno Domini 1546  »[4],[5] ;
- un graduel no 112, daté de 1548, avec les armoiries de Jacques de Groote ou Legrand[6],[7] ;
- un antiphonaire no 119 commandé par Arnould de la Cambe, en 1567, avec l'indication Hubert Cailleau au folio 109[8] ;
- un antiphonaire no 121 avec l'indication suivante au folio 318 : « Ganthois, abbé de Marchiennes, fist escrire ce livre par Mathieu de Hurpy et fut enluminé par Hubert Cailleau, anno 1570 »[9] ;
- un antiphonaire no 122, daté de 1571, avec 13 miniatures certainement de la main d'Hubert Cailleau ;
- les graduels no 110 et no 111 faits pour l'abbé de Marchiennes avec des sujets historiques de la même main.

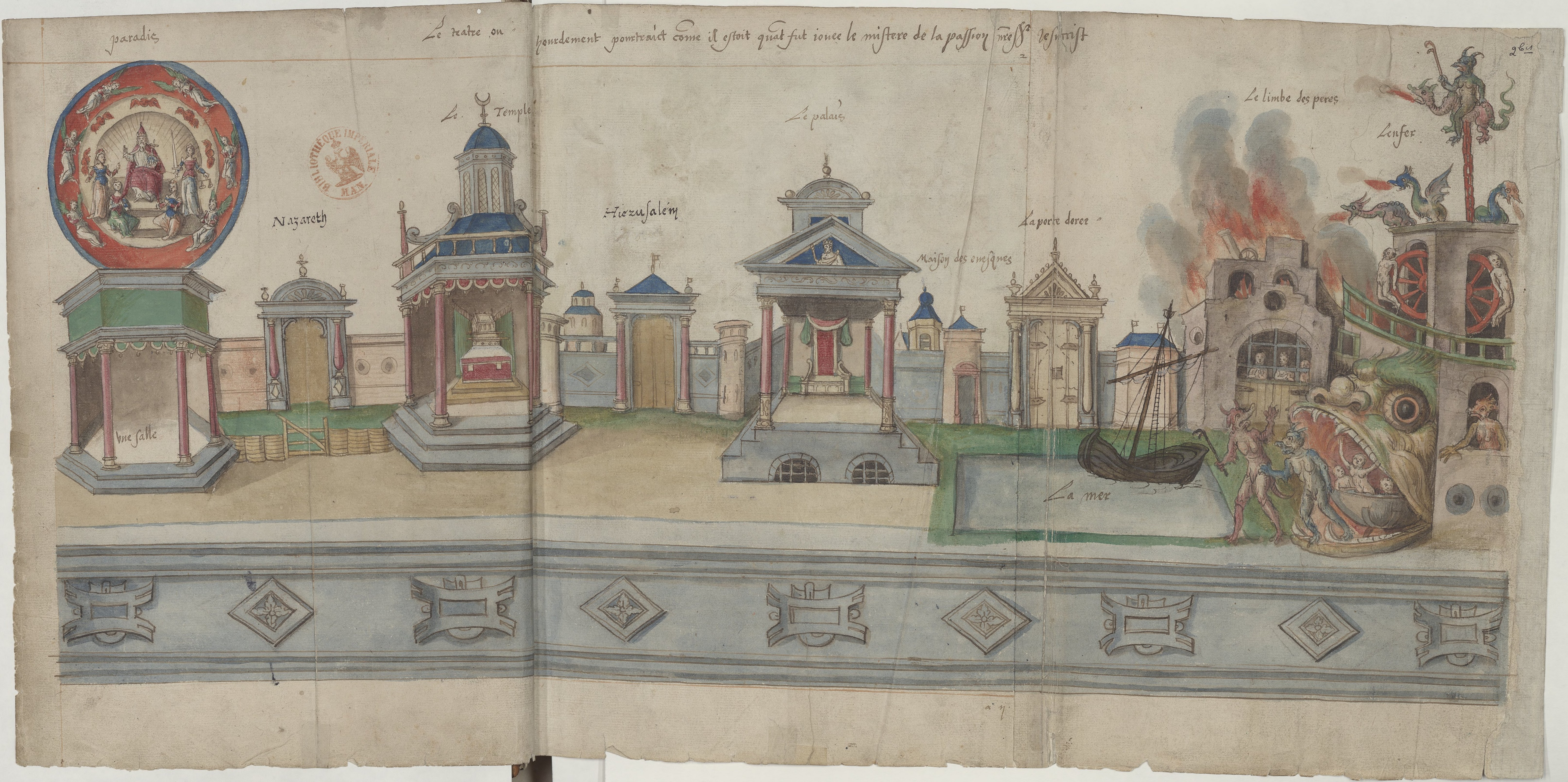
La Vie, la Mort, la Passion et la Résurrection du Sauveur
« Le théâtre ou le hourdement portrait comme il estoit quanf fut joué le mystère »
Hubert Cailleau

En 1547, une association des bourgeois de Valenciennes a voulu faire une représentation de la Vie, la Mort, la Passion et la Résurrection du Sauveur. Deux exemplaires du manuscrit ont été prévus pour être illustrés en laissant en blanc le premier feuillet et les pages en tête de chacune des 25 journées évoquant les scènes principales, de la Nativité du Christ à la Pentecôte. Hubert Cailleau était membre de l'association et a été un des acteurs. Il a illustré la représentation 30 ans plus tard. La première illustration comprend trois feuillets se repliant sur eux-mêmes et illustrant « le théâtre ou le hourdement portrait comme il estoit quanf fut joué le mystère », avec différents petits théâtres, appelés mansions, dénommées de gauche à droite, le Paradis, Nazareth, le Temple, Jérusalem, le palais, la maison des évêques, la porte dorée, la mer, le limbe des pères et l'Enfer. Ces deux exemplaires sont conservés, l'un à la Bibliothèque nationale de France, l'autre au château de Sebourg, près de Valenciennes.
À la fin de l'exemplaire de la Bibliothèque nationale, Hubert Cailleau a écrit : « Hubert Cailleau paincte a painct les histoires  sur chascune journée de ce libvre ... et il donne aussi le portrait du hourdement du théâtre. Point ne mord, Mort Cailleau ». Ces deniers mots sont la devise d'Hubert Cailleau, probablement à rapprocher de la locutuion latine non omnis moriar (« Je ne mourrai pas tout en entier » (Horace)).
Après 1547, Hubert Cailleau va substituer de l'aquarelle à la gouache pour réaliser ses enluminures.
Dans l'exemplaire de la bibliothèque de Douai des Antiquités de Valenciennes de Louis de la Fontaine, Hubert Cailleau est qualifié de peintre et enlumineur de la reine Marie de Hongrie, sœur de Charles Quint. Il avait reproduit dans ce livre de Charles le Téméraire et de sa femme, datant de 1552, sur un feuillet de parchemin inséré au folio 124, avec l'indication peint au vif.
Charles Quint a confié, en 1549, à Jean Van Battele, peintre de Charles Quint et de Marie de Hongrie, d'enluminer l'histoire de la Toison d'Or. Les comptes de Charles Quint montrent qu'un peintre de Valenciennes a été chargé de réaliser les portraits au vif de cinq princes dont Charles le Téméraire. Il est donc probable que ce soit Hubert Cailleau qui ait réalisé ces peintures, car il était peintre et enlumineur de Marie de Hongrie, comme Jean Van Battele, et tous deux résidaient à Valenciennes.
Hubert Cailleau avait travaillé pour l'abbaye de Flines du temps de l'abbesse Jacqueline de Lalaing, avant 1562.
En 1573, Valenciennes est occupée par les Gueux. Les bourgeois ont quitté la ville. Hubert Cailleau qui avait fui était ruiné. En juin 1573, il écrit une supplique en forme de poème à l'abbesse de Flines, Gabrielle d’Esne de Béthencourt, nièce de Jacqueline de Lalaing, pour solliciter un appui et des travaux. Il les a probablement obtenus mais dès 1574 la guerre a obligé les religieuses de se réfugier à Douai.
On ne sait pas ce qu'est alors devenu Hubert Cailleau. Dans les Antiquités de Valenciennes, il est écrit qu'il avait cessé de vivre à la date du 15 octobre 1590.

## Divers
- Une rue de Valenciennes porte son nom.